# والتر برايس (لاعب كريكت)
والتر برايس (24 مارس 1886 - 29 يوليو 1944) (بالإنجليزية: Walter Price)‏ هو لاعب كريكت أسترالي. شارك مع منتخب أستراليا الوطني للكريكت.

## وصلات خارجية
- والتر برايس على موقع إي آس بي آن كريك إنفو (الإنجليزية)